# Debendranath Tagore
Pour les articles homonymes, voir Tagore.
Debendranath Tagore ou Debendronath Thakur, né le 15 mai 1817 à Calcutta et mort le 19 janvier 1905 dans la même ville, est un philosophe et réformateur religieux indien. 

## Biographie
Il est le fils de Dvârkânâth Tagore (1794-1846).
Cherchant à réformer l'hindouisme, il est le dirigeant de 1848 à sa mort d'une branche de la religion brahmo, fondée en 1828 à Calcutta par Râm Mohan Roy et plus jeune religion de l'Inde et du Bangladesh. 